# Metabelba aculeata
Metabelba aculeata är en kvalsterart som först beskrevs av Kunst 1961.  Metabelba aculeata ingår i släktet Metabelba och familjen Damaeidae. Inga underarter finns listade i Catalogue of Life.